# Gran Premi Bruno Beghelli
El Gran Premi Bruno Beghelli (en italià Gran Premio Bruno Beghelli) és una competició ciclista italiana que es disputa anualment, cada octubre, pels voltants de Monteveglio a Valsamoggia (ciutat metropolitana de Bolonya). Forma part del calendari de l'UCI Europa Tour, amb una categoria 1.1.
La primera edició es disputà el 1996, sent vàlida pel Campionat d'Itàlia de ciclisme en ruta. A partir de l'any següent substituí la Milà-Vignola. La prova és organitzada pel Gruppo Sportivo Emilia, en record de Bruno Beghelli.
Des del 2016 també es disputa una prova en categoria femenina.

## Palmarès
| Any  | Vencedor            | Segon               | Tercer               |
| ---- | ------------------- | ------------------- | -------------------- |
| 1996 | Mario Cipollini     | Mario Traversoni    | Endrio Leoni         |
| 1997 | Stefano Zanini      | Glenn Magnusson     | Luca Mazzanti        |
| 1998 | Stefano Zanini      | Luca Mazzanti       | Paolo Bettini        |
| 1999 | Michael Boogerd     | Aleksandr Vinokúrov | Dario Frigo          |
| 2000 | Marco Serpellini    | Romāns Vainšteins   | Chann McRae          |
| 2001 | Andrei Txmil        | Jaan Kirsipuu       | Paolo Valoti         |
| 2002 | Gianluca Bortolami  | Daniele Nardello    | Nicki Sorensen       |
| 2003 | Luca Paolini        | Martin Elimger      | Luca Mazzanti        |
| 2004 | Danilo Hondo        | Fabio Baldato       | Karsten Kroon        |
| 2005 | Murilo Fischer      | Paolo Bettini       | Paride Grillo        |
| 2006 | Sergio Marinangeli  | Ruggero Marzoli     | Riccardo Riccò       |
| 2007 | Damiano Cunego      | Fabian Wegmann      | Alessandro Bertolini |
| 2008 | Alessandro Petacchi | Mikhaylo Khalilov   | Giuseppe Palumbo     |
| 2009 | Francisco Ventoso   | Giovanni Visconti   | Enrico Rossi         |
| 2010 | Dario Cataldo       | Jakob Fuglsang      | Daniele Pietropolli  |
| 2011 | Filippo Pozzato     | Manuel Belletti     | Giovanni Visconti    |
| 2012 | Nicki Sørensen      | Fabio Felline       | Matteo Rabottini     |
| 2013 | Leonardo Duque      | Manuele Mori        | Elia Favilli         |
| 2014 | Valerio Conti       | Kristjan Koren      | Ilnur Zakarin        |
| 2015 | Sonny Colbrelli     | Manuel Belletti     | Roberto Ferrari      |
| 2016 | Nicola Ruffoni      | Filippo Pozzato     | Jens Keukeleire      |
| 2017 | Luis León Sánchez   | Sonny Colbrelli     | Elia Viviani         |
| 2018 | Bauke Mollema       | Carlos Barbero      | Manuel Belletti      |
| 2019 | Sonny Colbrelli     | Alejandro Valverde  | Jack Haig            |

## Palmarès femení
| Any  | Vencedor          | Segon             | Tercer              |         |
| ---- | ----------------- | ----------------- | ------------------- | ------- |
| 2016 | Chloe Hosking     | Marianne Vos      | Barbara Guarischi   |         |
| 2017 | Marta Bastianelli | Elisa Balsamo     | Letizia Paternoster |         |
| 2018 | Elisa Balsamo     | Marta Bastianelli | Lorena Wiebes       |         |
| 2019 | Marta Bastianelli | Lorena Wiebes     | Chiara Consonni     |         |
| 2020 | suspesa           | suspesa           | suspesa             | suspesa |
| 2021 | suspesa           | suspesa           | suspesa             | suspesa |